# Altes Rathaus (Klagenfurt am Wörthersee)

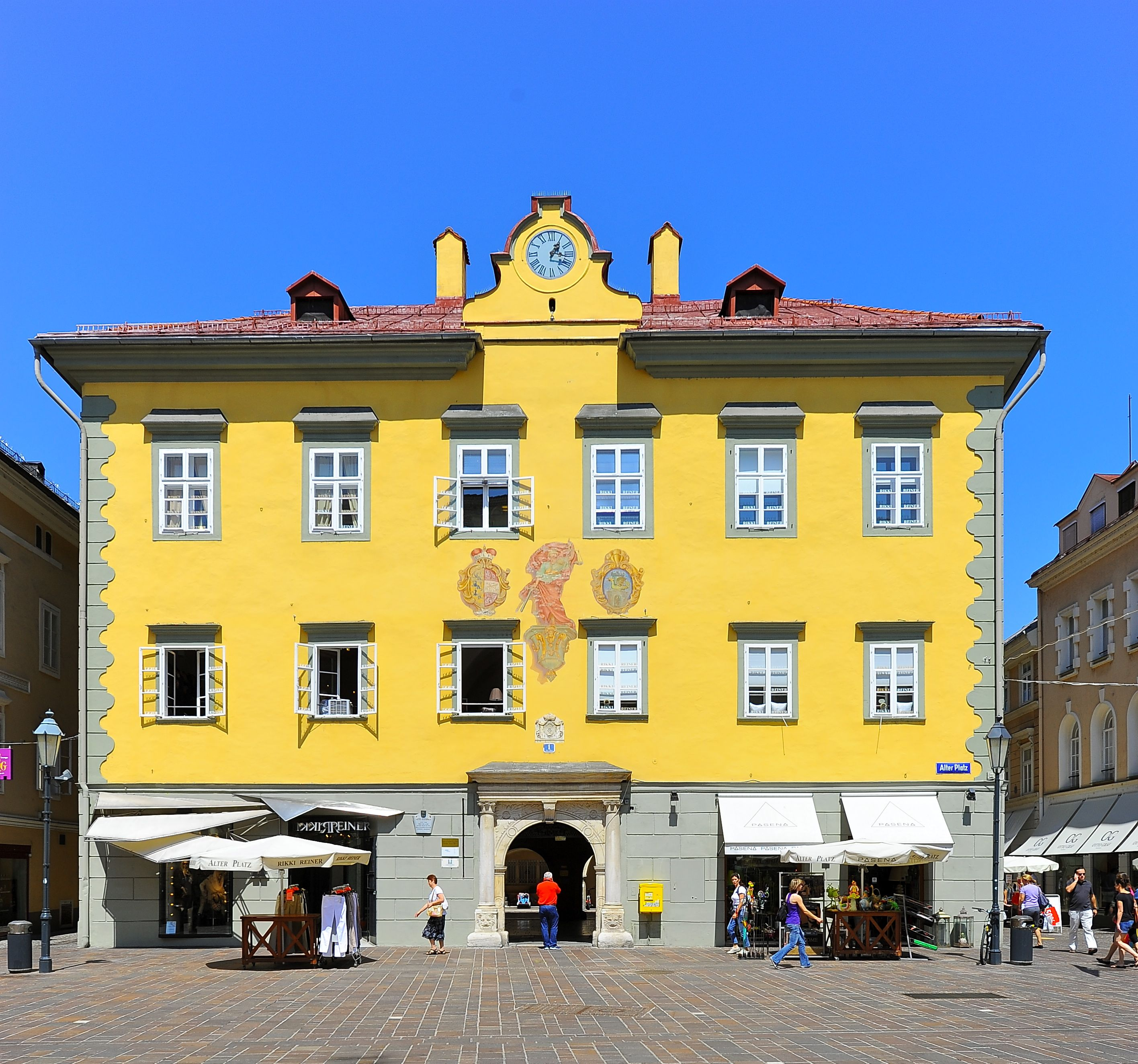
Altes Rathaus, Klagenfurt

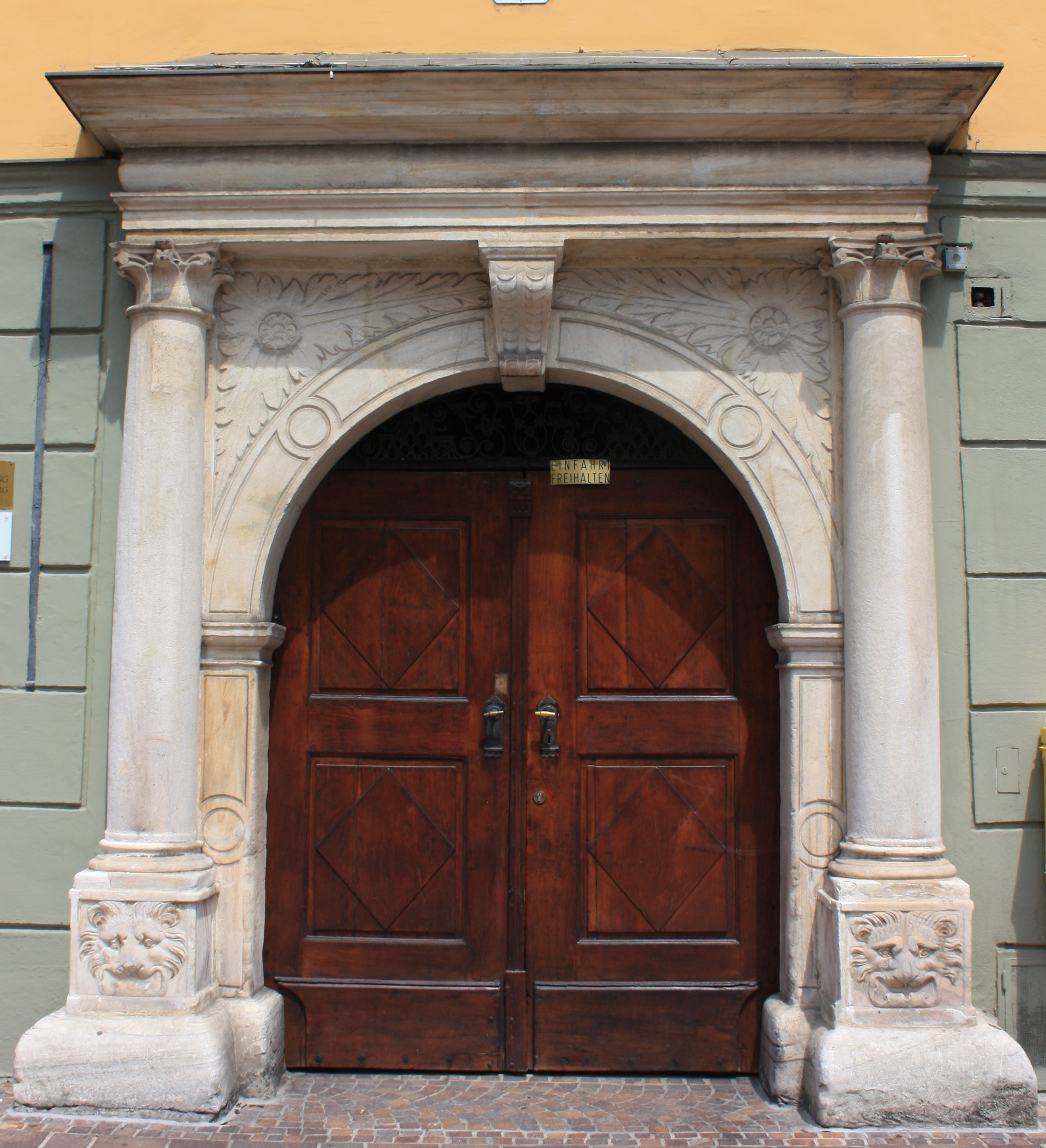
Altes Rathaus, Portal

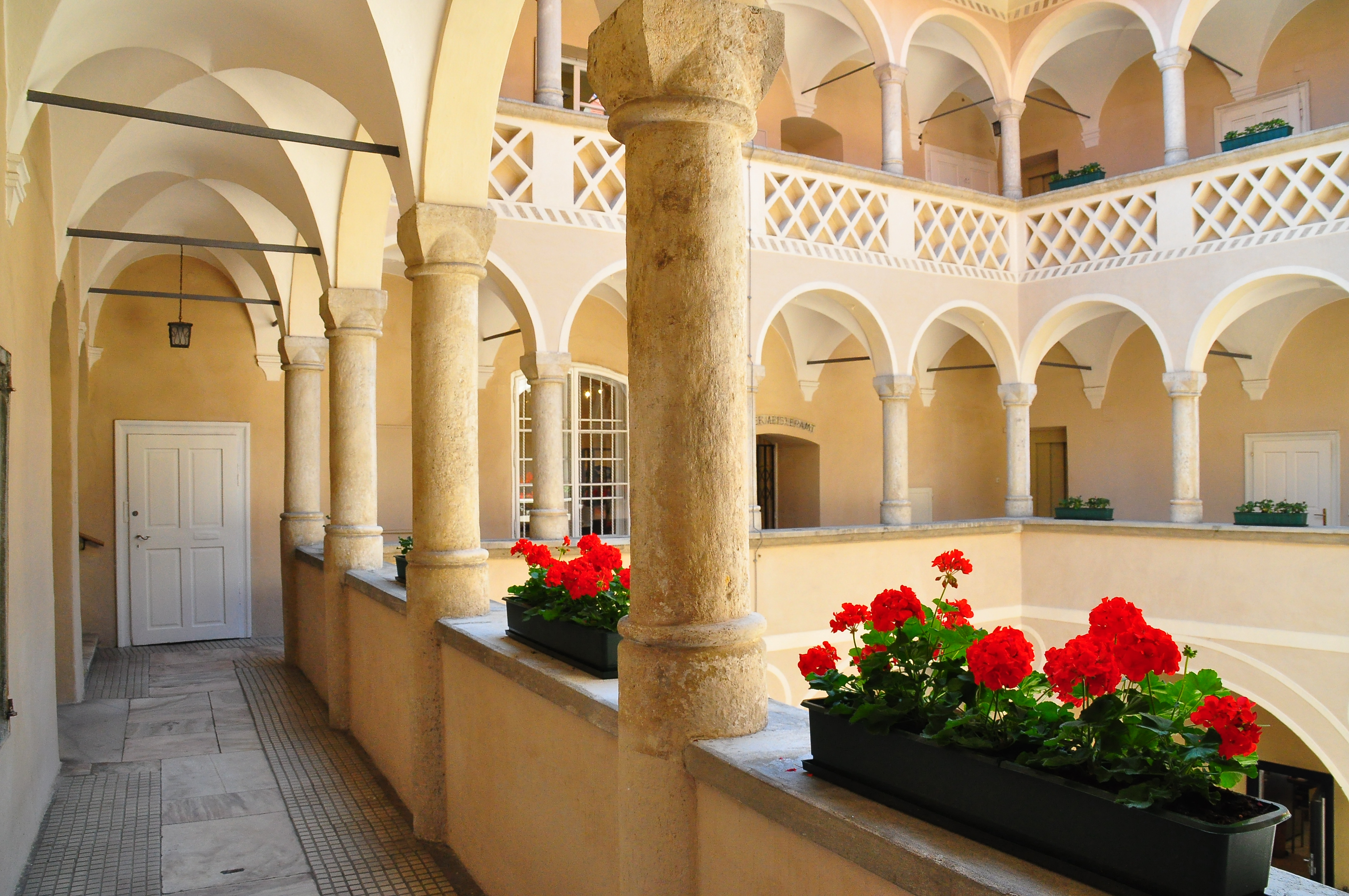
Arkadenhof, Gang im ersten Stock

Das Alte Rathaus oder Palais Welzer in Klagenfurt am Wörthersee befindet sich auf dem Alten Platz. Es wurde im 17. Jahrhundert von der Familie Welzer als Stadtpalais erbaut. Ab 1737 diente es als Rathaus und wurde 1739 umgebaut. 1918 wurde das Rathaus in das damalige Palais Rosenberg, das heutige Neue Rathaus verlegt. Das Alte Rathaus ist seitdem im Besitz der Familie Orsini-Rosenberg.

## Baubeschreibung
Das Palais zählt zu den größten Baukörpern am Platz. Es ist dreigeschoßig. An der Schauseite zum Platz stammt aus dem 17. Jahrhundert und hat im Erdgeschoß eine Pseudorustika und ein rundbogiges und eckig gerahmtes Portal. Dessen Kapitelle sind ionisierend und stehen auf Vasen mit Löwenkopf-Reliefs. Säulen und eine Konsole im Portalscheitel tragen das Gebälk mit einem dachartig vorkragenden Aufsatz. Über dem Portal befindet sich ein Relief des Rosenberg-Wappens. 
Die seitlichen Gebäudeenden tragen geschwungene Eckarmierungen, die oben an ein weit auskragendes Traufgesims stoßen. Das Gesims ist in der Mitte, im Bereich über dem Portal unterbrochen. Darüber befindet sich ein Giebel mit Uhr.
Die Fenster besitzen eine einfache Zier aus profilierten Stürzen. An der Wand über dem Portal befindet sich ein Fresko von Josef Ferdinand Fromiller aus dem Jahr 1739: Justitia auf einer Scheinkonsole stehend, zu ihren Seiten die Wappen von Kärnten und Klagenfurt. 
Vom Portal gelangt man durch eine breite, tonnengewölbte Einfahrt in den Arkadenhof aus dem 17. Jahrhundert. Die Arkadenzwickel im Erdgeschoß sind mit Kreisen mit Sternen in Mörteltechnik geschmückt. Die Arkadengänge besitzen gestelzte gratige Kreuzgewölbe. Die Balustrade im ersten Stock besteht aus diagonal gestellten Ziegeln.

## Belege
1. ↑  Altes Rathaus, Alter Platz - Sehenswürdigkeiten - Stadtbummel - Die Stadt - Klagenfurt am Wörthersee. In: klagenfurt.at. Archiviert vom Original (nicht mehr online verfügbar) am 8. Juli 2017; abgerufen am 13. Juli 2017.  Info: Der Archivlink wurde automatisch eingesetzt und noch nicht geprüft. Bitte prüfe Original- und Archivlink gemäß Anleitung und entferne dann diesen Hinweis.

Koordinaten: 46° 37′ 31,8″ N, 14° 18′ 28,4″ O